# NGC 5760
NGC 5760 é uma galáxia espiral (Sa) localizada na direcção da constelação de Boötes. Possui uma declinação de +18° 30' 06" e uma ascensão recta de 14 horas, 47 minutos e 42,2 segundos.
A galáxia NGC 5760 foi descoberta em 24 de Maio de 1791 por William Herschel.